# كلارا فريدمان
كلارا فريدمان (بالعبرية: קלרה פרידמן‏) هي لاعبة شطرنج بولندية وإسرائيلية، ولدت في 13 أبريل 1920 في أوراديا في رومانيا، وتوفيت في 14 أكتوبر 2015.